# دراما استیج
دراما استیج (انگلیسی: Drama Stage; کره‌ای: 드라마 스테이지; لاتین‌نویسی اصلاح‌شده: Deurama Seuteiji) یک برنامه تلویزیونی هفتگی دارای درام‌های تک قسمتی مانند درامای ویژه کی‌بی‌اس در شبکه کی‌بی‌اس۲ است. نمایشنامه‌های هر قسمت توسط نویسندگان برگزیدهٔ «نمایشگاه داستان‌سرایی اوپن دراما» نوشته شده‌است. این برنامه توسط سی‌جی ئی اند ام ساخته می‌شود و یکشنبه‌ها از تی‌وی‌ان در نیمه‌شب پخش می‌شود.

## جوایز و نامزدی‌ها
| مراسم جوایز            | سال  | دسته              | اثر نامزد شده          | نتیجه    | منابع       |
| ---------------------- | ---- | ----------------- | ---------------------- | -------- | ----------- |
| جوایز ستارگان ای‌پی‌ای‌ان | ۲۰۲۲ | بهترین درام کوتاه | «اکس‌اکس+اکس‌وای»        | نامزدشده | [ ۶ ] [ ۷ ] |
| جوایز ستارگان ای‌پی‌ای‌ان | ۲۰۲۲ | بهترین درام کوتاه | «Shared Office Hookup» | نامزدشده | [ ۶ ] [ ۷ ] |
| جوایز ستارگان ای‌پی‌ای‌ان | ۲۰۲۲ | بهترین درام کوتاه | «دوک‌گو برگشته»         | برنده    | [ ۶ ] [ ۷ ] |
| جوایز ستارگان ای‌پی‌ای‌ان | ۲۰۲۲ | بهترین درام کوتاه | «در جستجوی یک بچه»     | نامزدشده | [ ۶ ] [ ۷ ] |